# Rowley Douglas
Rowley Douglas, né le 27 janvier 1977 à Washington (district de Columbia) aux États-Unis, est un rameur d'aviron britannique. 

## Carrière
Rowley Douglas participe aux Jeux olympiques de 2000 à Sydney et remporte la médaille d'or avec le huit  britannique composé de Ben Hunt-Davis, Simon Dennis, Louis Attrill, Luka Grubor, Kieran West, Fred Scarlett, Steve Trapmore et Andrew Lindsay.